# Turnul Spart din Boița
Turnul Spart din Boița este un monument istoric aflat pe malul râului Olt, pe teritoriul satului Boița, comuna Boița. Turnul a fost construit la începutul secolului XVI cu rolul de a controla accesul în defileul Oltului, fiind distrus apoi în urma unei inundații din anul 1533.
Expediția nautică cu pluta „Cutezanța” din filmul Egreta de fildeș (1988) trece pe lângă Turnul Spart, prilej pentru membrii expediției să poarte o scurtă discuție despre istoria lui.

## Descriere

Reconstituire

Turnul se află la 5 km de satul Boița, pe malul drept al Oltului la confluența râului cu Meghișul. Având o înălțime de 20 de metri, acesta prezintă trei nivele cu ferestre de tragere și ziduri groase de 4 metri. O poartă mare, acum disparută, închidea drumul. Astăzi mai există doar jumătate din turnul original.
Conform cercetărilor arheologice, fortificația era compusă și dintr-un zid ce începea pe coasta muntelui și se termina în albia râului. Un pasaj boltit în zid era prezent la nivelui vechiului drum, aflat mai jos față de actualul DN7. În reconstruiri, turnul este prezentat cu un acoperiș circular și guri de păcură și tragere la nivelui superior. Zidul avea de asemenea doi contraforți și un drum de strajă.

## Istoric

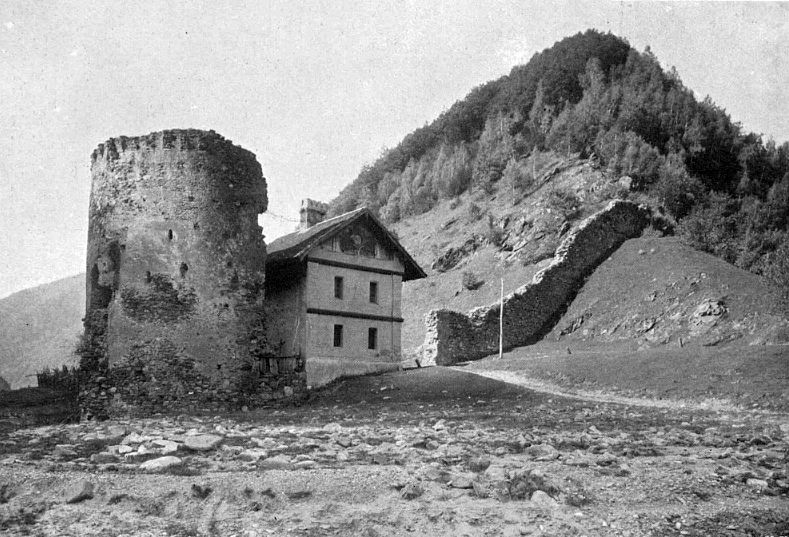
Turnul spart la sfârșitul secolului al XIX-lea (foto)

În secolul al XIX-lea se credea, conform unor legende, că turnul a fost o componentă a „Porții lui Traian” și că acesta a fost construit de daci. Alte legende spuneau că turnul comunica printr-un sistem subteran de tuneluri secrete cu zona dinspre Țara Românească.
Anul construirii turnului a fost pentru mult timp controversat, unii istorici plasându-l în 1493, alții în 1501. În baza documentelor aflate în Arhivele Statului din Sibiu, este precizat că regele Ladislau al Ungariei a hotărât construirea unui „turn puternic nu departe de cel de la Turnu Roșu” în anul 1501. Rolul acestei fortificații era de a controla accesul în defileul Oltului.
Tot în arhive este precizat că timp de doi ani sibienii au făcut planurile turnului și au adunat materialele de construcție, suma totală pentru construcție fiind de 468 florini. Documentele detaliază de asemenea plata pe zi a muncitorilor (meșteri pietrari, dulgheri, ucenici, și inclusiv bucătăreasa). Au fost folosite materiale din zonă, dar și materiale aduse din Boița și Tălmăcel. Turnul a fost finalizat în vara anului 1503.
Prin cercetările arheologice din 1991, au fost descoperite date privind stratigrafia șantierului, a clădirilor care urmează turnului și a drumului medieval târziu și modern. Cu ocazia lucrărilor de consolidare a drumului DN7, în anul 2015 a avut loc o nouă cercetare arheologică iar turnul a fost decretat monument istoric de categoria A. În urma cercetărilor, au fost descoperite două archebuze din secolul XVI și un vas de bronz inscripționat „1516”.
Cercetările din 2015 au confirmat de asemenea informațiile provenite din „Monografia Transilvaniei” publicată în 1839 de Ignaz Lenk von Treuenfeld care susținea că turnul a fost distrus în 1533 în urma unei inundații, viitura spălând sub porțiunea dinspre drum a turnului și forțând astfel prăbușirea acestuia. Nu au fost descoperite urme de un posibil atac sau incendiu.

## Galerie

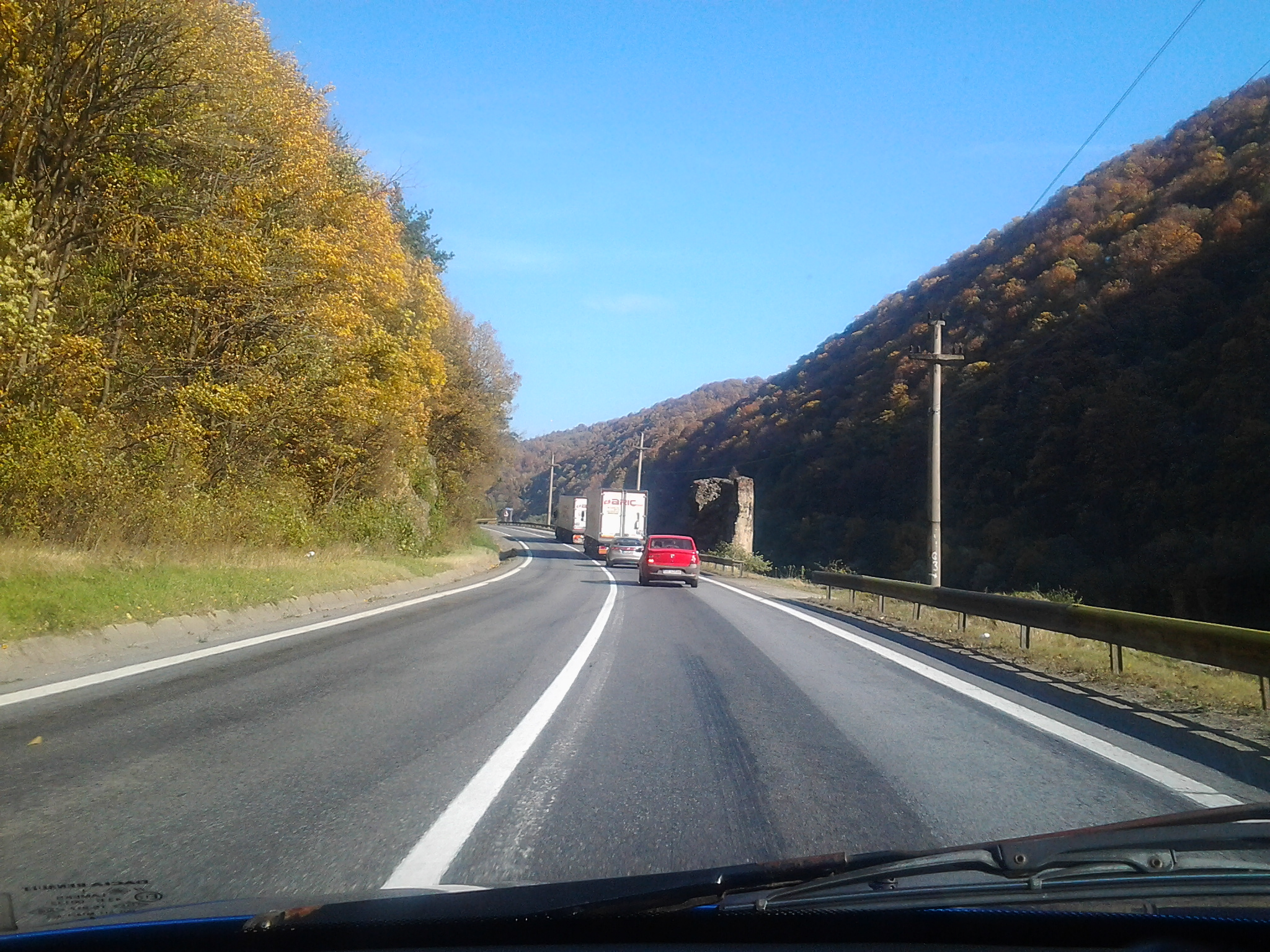
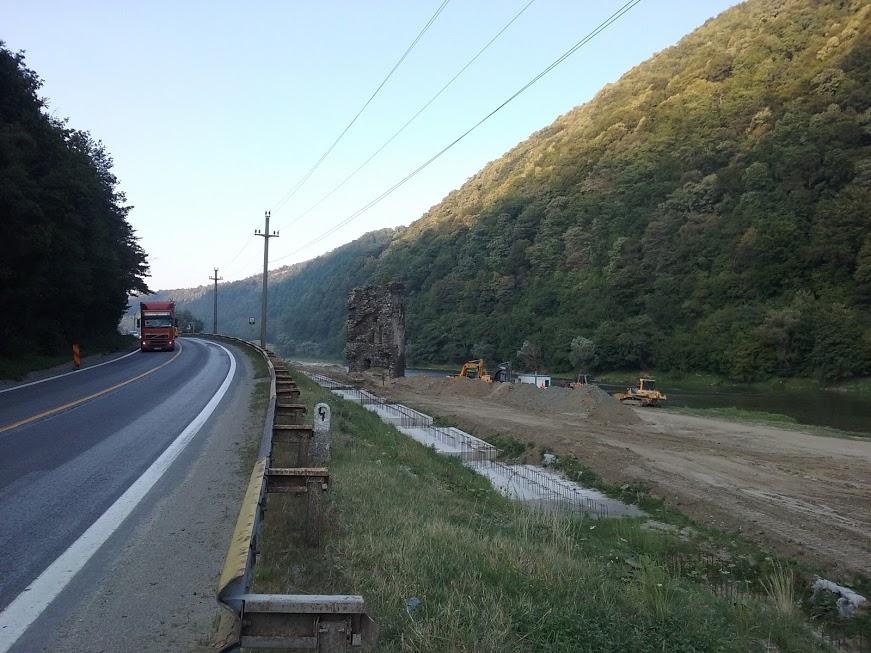
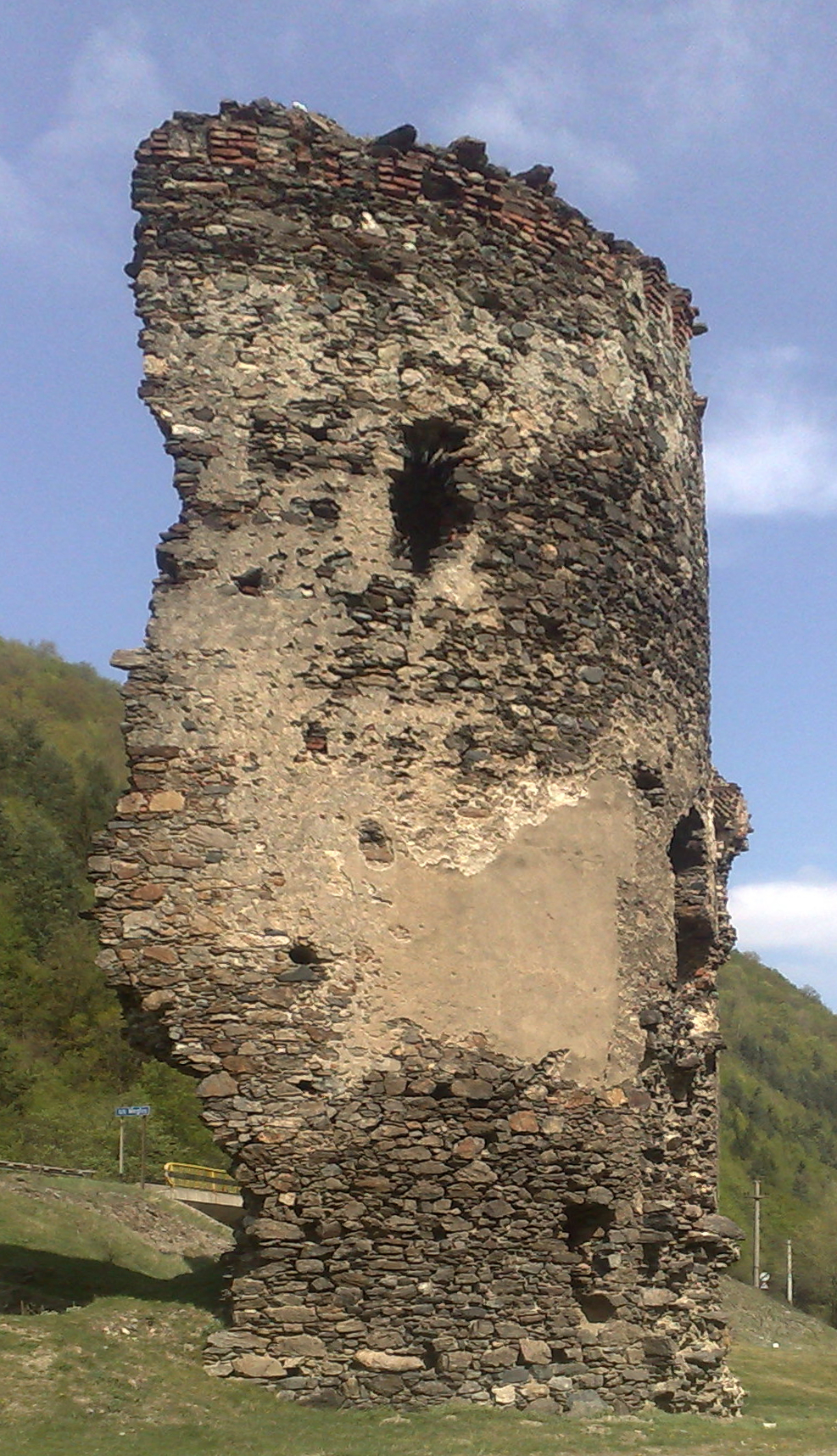
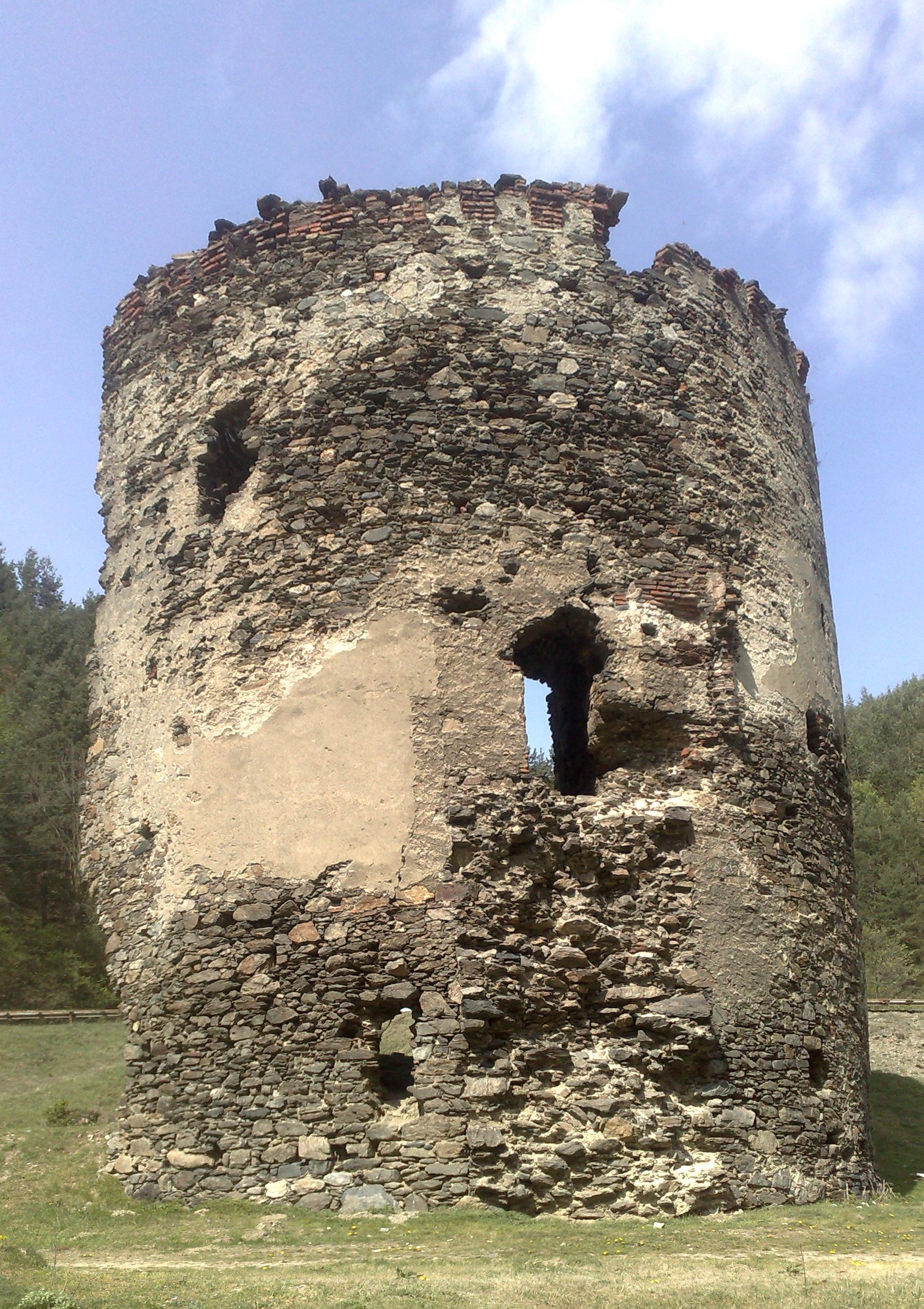